# Dendrocnide moroides
Espèce
Classification APG III (2009)
Synonymes
Laportea moroides Wedd.
Urticastrum moroides (Wedd.) Kuntze

Dendrocnide moroides, la Gympie Gympie ou Reine des orties, est une espèce de plantes à fleurs de la famille des Urticaceae.
C'est un grand arbuste originaire de zones de forêt pluviale du nord-est de l'Australie, des Moluques et en Indonésie. Il est surtout connu pour ses poils urticants qui couvrent toute la plante et délivrent une toxine puissante quand on la touche. C'est l'espèce la plus virulente des plantes urticantes.
D. moroides se développe habituellement sur une seule tige centrale atteignant 1 à 2 mètres de hauteur. Il possède de grandes feuilles en forme de cœur qui font environ 12 à 22 cm de long et 11 à 18 cm de large, avec des bords finement dentés. L'espèce est un colonisateur des clairières de la forêt tropicale, les graines germant en plein soleil après un dérangement du sol.
L'espèce est unique dans son genre à avoir des inflorescences bisexuées dans lesquelles les quelques fleurs mâles sont entourées de fleurs femelles. Les fleurs sont petites et une fois qu'elles sont pollinisées, la tige gonfle pour former le fruit. Les fruits sont juteux et ressemblent à des mûres aux tons rose à pourpre. Chaque fruit possède une seule graine qui est à l'extérieur du fruit.
Le contact avec les feuilles et les tiges provoque la cassure des petites ampoules de silice qui pénètrent dans la peau. La piqûre provoque une sensation de brûlure douloureuse qui peut durer des jours, voire des années, et la zone lésée se couvre de petites taches rouges s'unissant ensuite pour former une masse rouge et gonflée (urticaire). La piqûre est connue pour avoir poussé un homme au suicide ce qui lui a valu le surnom de "plante aux suicides". Elle peut aussi tuer des chiens et des chevaux. Toutefois la piqûre ne gêne pas plusieurs espèces de petits marsupiaux, comme le Pademelon à pattes rouges, les insectes et les oiseaux qui mangent leurs feuilles. Des recherches effectuées sur la composition de la neurotoxine ont montré que bien que son mode d'action reste obscur, la moroïdine, un peptide de huit acides aminés, fait partie des biomolécules incriminées. 
Bien que relativement courante dans le Queensland, l'espèce est rare dans la partie la plus méridionale de son territoire et est répertoriée comme espèce menacée en Nouvelle-Galles du Sud.

## Taxonomie
Le spécimen type de cette espèce a été recueilli en 1819 par Allan Cunningham près de la rivière Endeavour,  et a été décrit pour la première fois en 1857 par Hugh Algernon Weddell sous le nom de Laportea moroides dans son ouvrage Monographie de la Famille des Urticées, publié dans la revue Archives du Muséum d'Histoire Naturelle. La combinaison binomiale actuelle a été publiée par Wee-Lek Chew dans The Gardens' Bulletin Singapore en 1966.

## Étymologie
Le nom du genre Dendrocnide vient du grec ancien δένδρον (déndron), signifiant "arbre", et κνίδος (knídos), signifiant « aiguille piquante ». L'épithète d'espèce moroides est créée à partir du nom de genre des mûriers, Morus, combiné avec le suffixe latin -oides, signifiant « ressemblant », se référant à l'infructescence semblable au mûrier. Le nom binomial peut être traduit par « arbre piquant semblable à un mûrier ».

## Description

### Appareil végétatif
La Gympie Gympie est un arbuste de 3 m de haut. Les feuilles vert foncé, 12 à 22 cm de long et 11 à 18 cm de large, sont en forme de cœur, aux bords dentelés. Toutes les parties de la plante à l’exception des racines sont recouvertes de trichomes urticants.

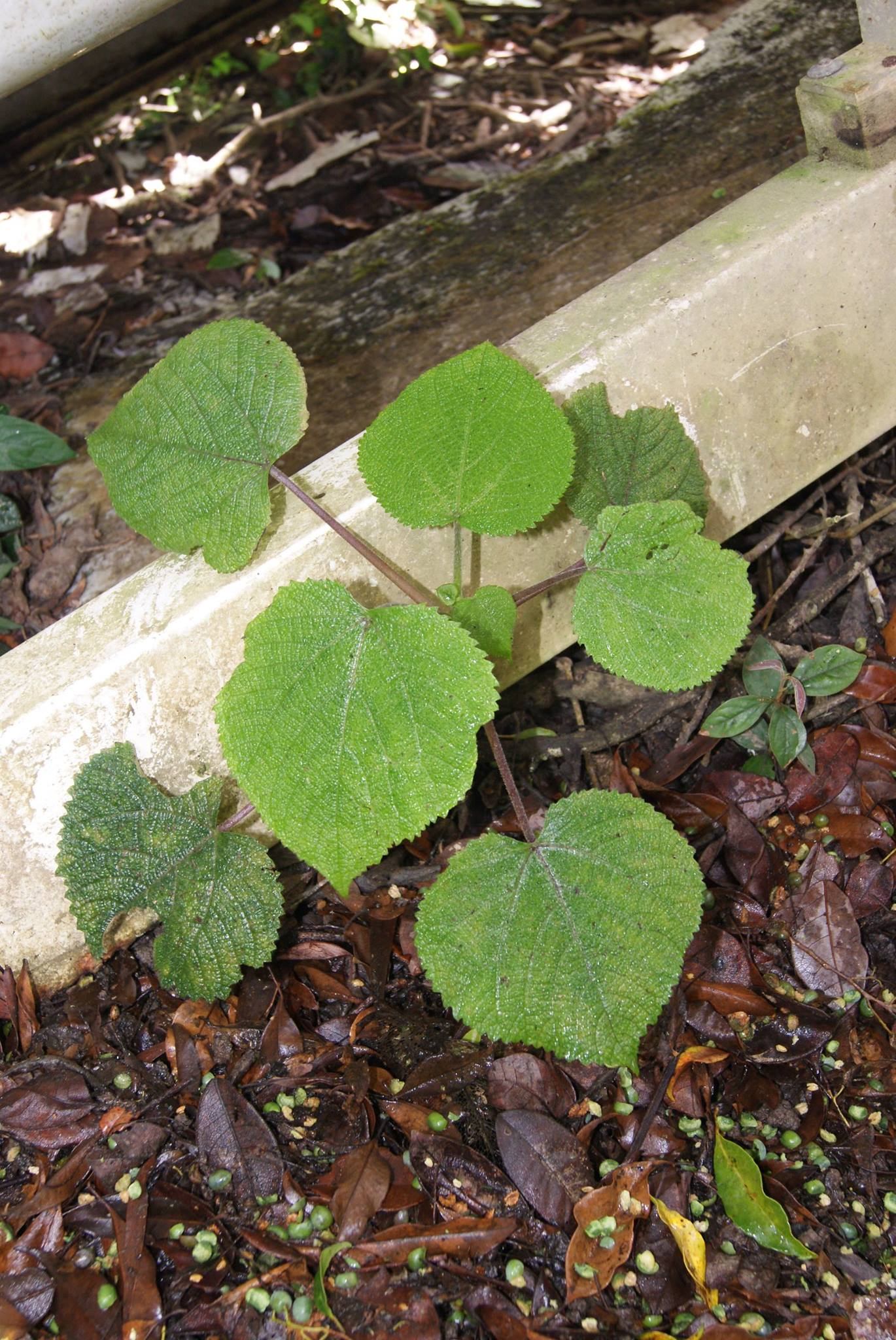
Jeune plante.
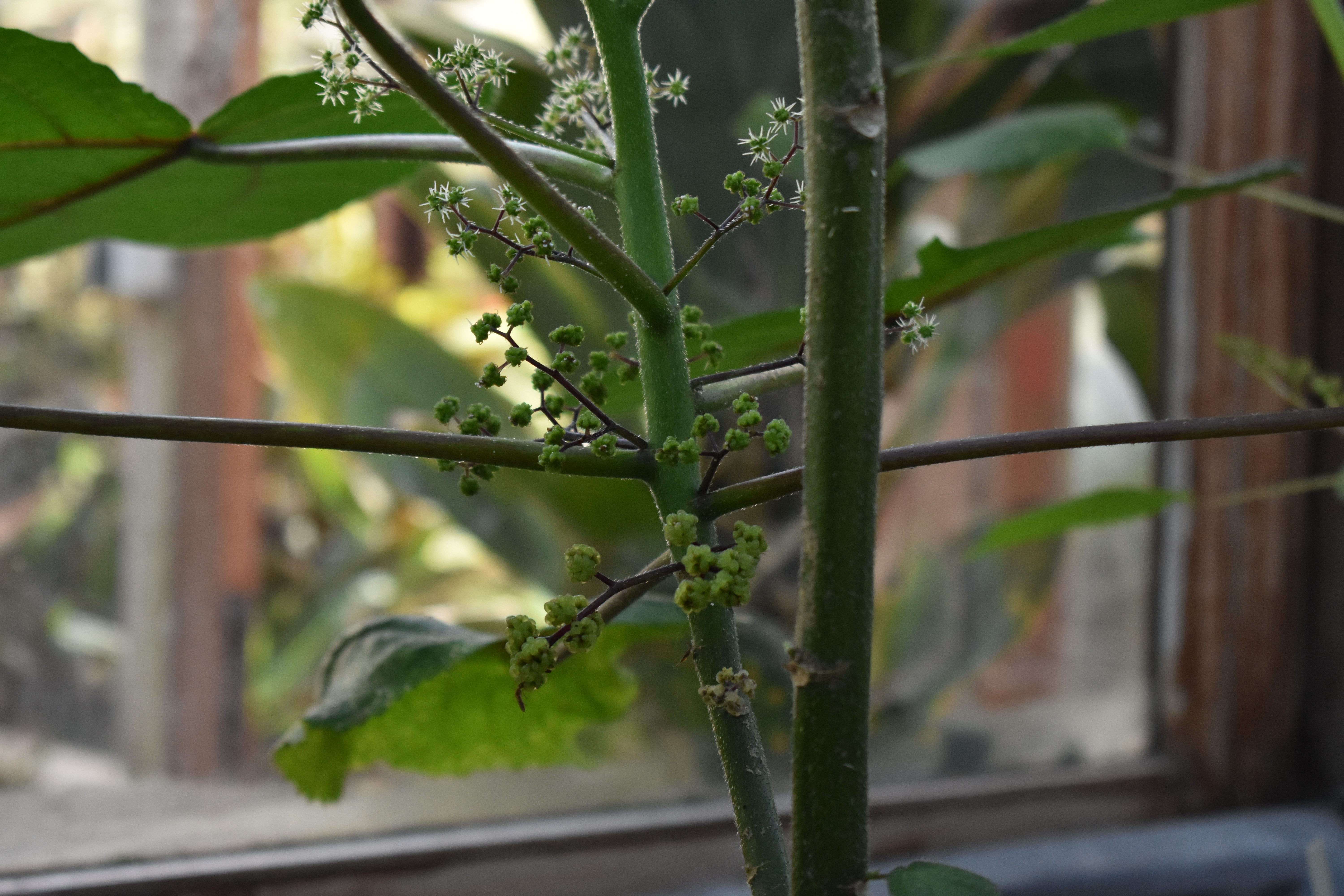
Tige.
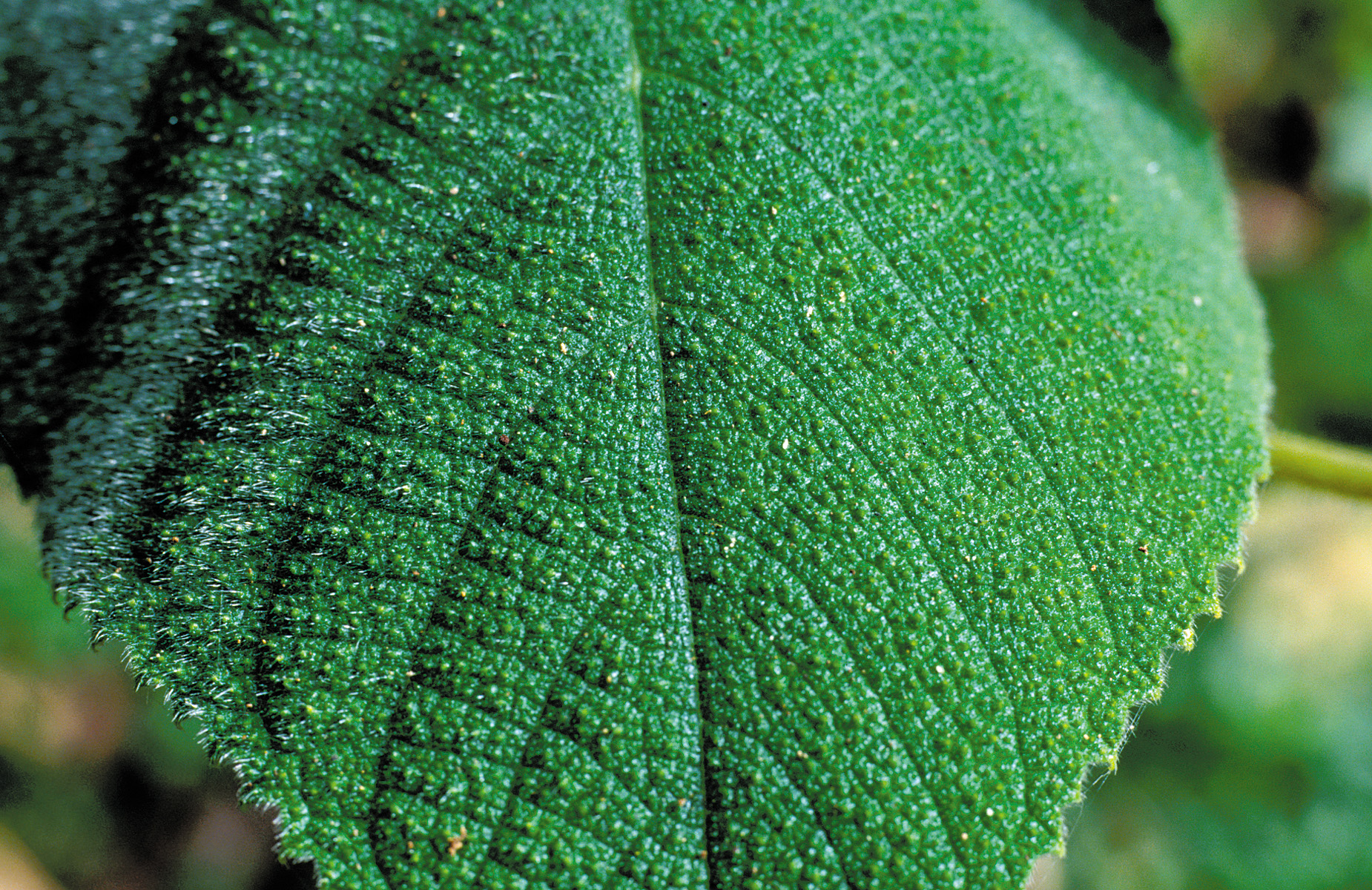
Feuille.

### Appareil reproducteur
L'inflorescence est monoïque (rarement dioïque), et est portée à l'aisselle des feuilles. Il mesure jusqu'à 15 cm de long, souvent en couple. Il porte à la fois des fleurs mâles et femelles qui sont assez petites, le périanthe mesurant moins de 1 cm de diamètre. Les fruits, qui ressemblent à des mûres aux tons rose à pourpre, possèdent tous chacun une seule graine qui est à l’extérieur du fruit.

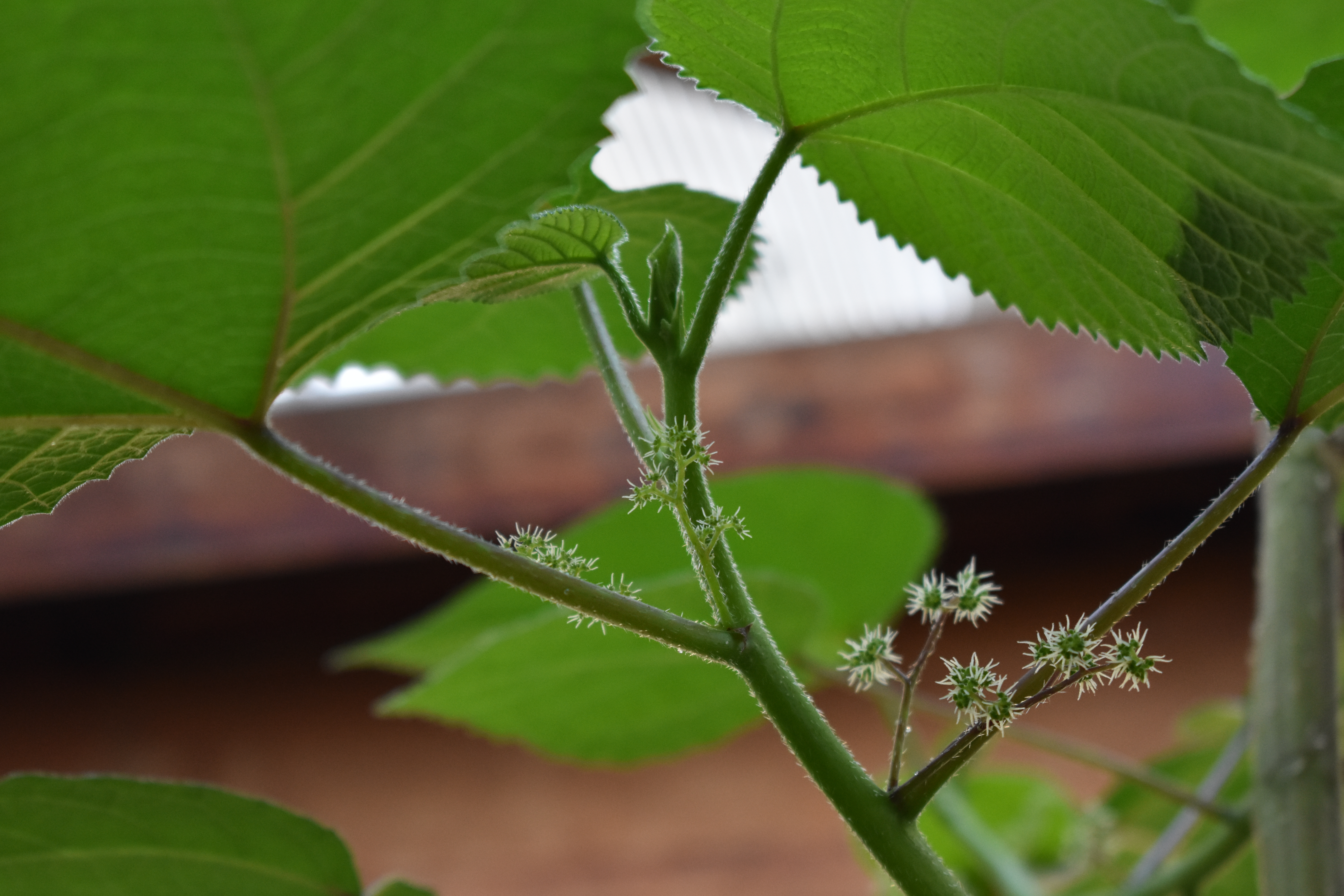
Inflorescence.
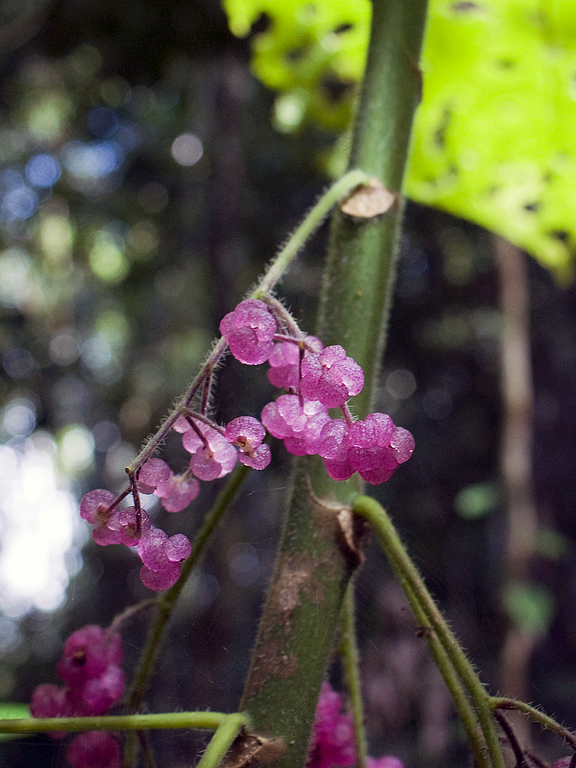
Fruit.

## Écologie
La Gympie Gympie sert de plante hôte aux larves du papillon Idea leuconoe. Une variété d'insectes se nourrissent de ses feuilles, parmi lesquels le coléoptère nocturne Prasyptera mastersi et le papillon de nuit Prorodes mimica, ainsi que le pademelon à pattes rouges, qui est unique parmi les mammifères en étant apparemment immunisé contre les neurotoxines produites par la plante. Les fruits sont mangés par divers oiseaux qui distribuent les graines dans leurs excréments.

## Habitat et distribution

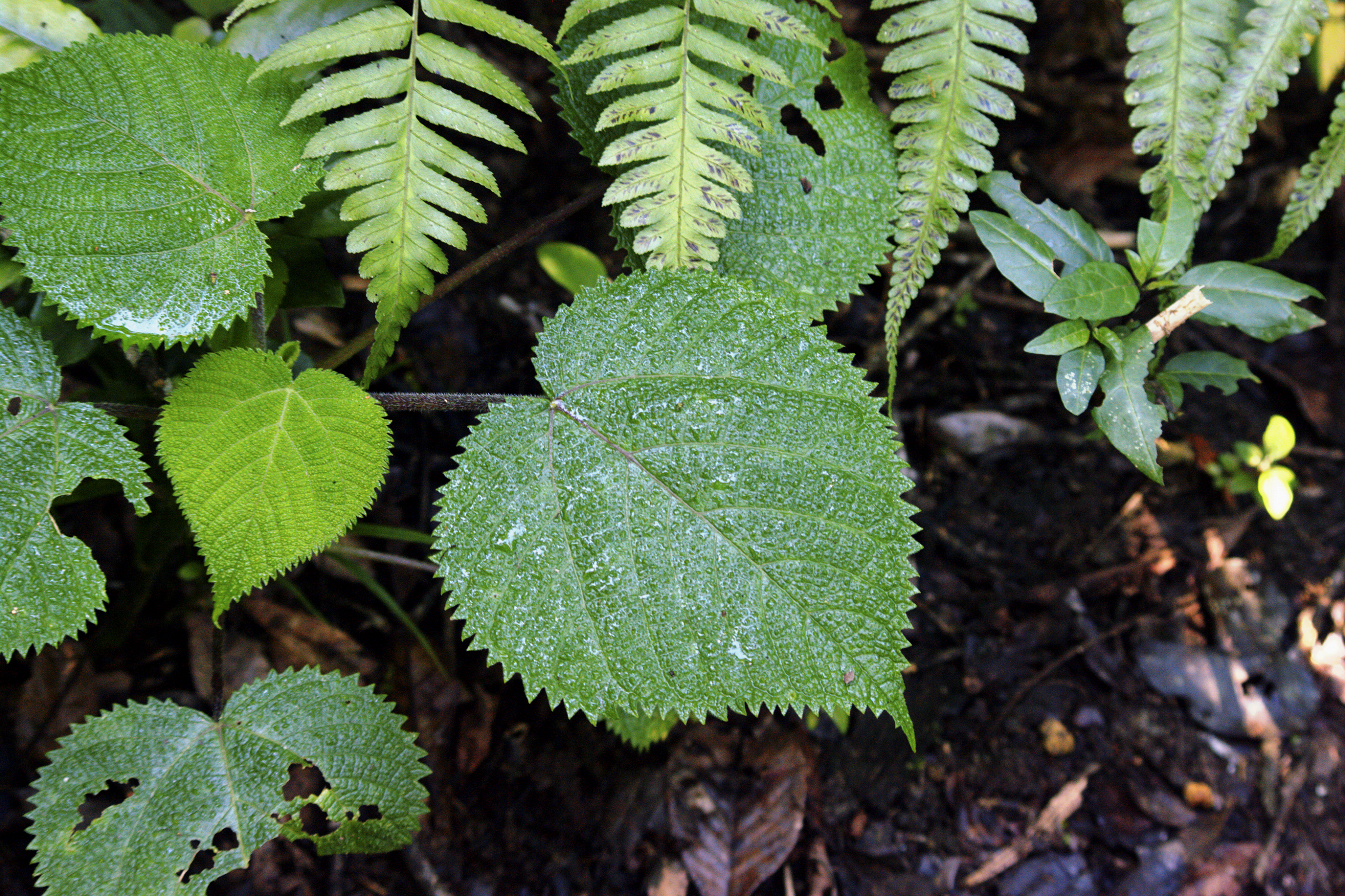
Gympie Gympie poussant dans une forêt.

L'espèce est présente dans et à proximité de la forêt tropicale, de la péninsule du Cap York au nord de la Nouvelle-Galles du Sud en Australie, ainsi qu'aux Moluques et en Indonésie. C'est un colonisateur précoce dans les lacunes de la forêt tropicale, comme le long des cours d'eau et des routes, autour des chutes d'arbres et dans les clairières artificielles. Les graines germent en plein soleil après une perturbation du sol. Bien que commun dans le Queensland, il est rare dans la partie la plus méridionale de son aire de répartition et est répertorié comme espèce en voie de disparition en Nouvelle-Galles du Sud.

## Toxicité

Représentation topologique de la moroïdine, peptide participant au caractère urticant de Dendrocnide moroides.

La Gympie Gympie est connu pour sa piqûre extrêmement douloureuse qui peut faire souffrir les victimes pendant des semaines, voire des mois. Elle est réputée être la plante la plus vénéneuse d'Australie, sinon du monde. Après contact avec la plante, la victime ressent immédiatement une brûlure et un picotement intense au point de contact, effet qui s'intensifie ensuite au cours des 20 à 30 minutes suivantes et dureront de quelques heures à plusieurs jours avant de diminuer, avec cependant des difficultés importantes de sommeil à cause de l'intensité de la douleur. Dans les cas graves, il peut provoquer de l'urticaire et les ganglions lymphatiques sous les bras peuvent gonfler et devenir douloureux, et il y a eu de rares cas d'hospitalisation.

### Mécanisme
Des poils très fins et cassants (appelés trichomes) chargés de toxines recouvrent toute la plante ; même le moindre contact les intégrera dans la peau. Les images de micrographie électronique montrent qu'elles ressemblent à une aiguille hypodermique en étant très pointues et creuses.  De plus, il a été démontré qu'il existe un point structurellement faible près de l'extrémité des poils, qui agit comme une ligne de fracture prédéfinie.  Lorsqu'ils pénètrent dans la peau, les poils se fracturent à cet endroit, permettant au contenu du trichome d'être injecté dans les tissus de la victime. 

Les trichomes restent dans la peau jusqu'à un an et libèrent le cocktail de toxines dans le corps lors d'événements déclencheurs tels que le contact avec la zone touchée, le contact avec l'eau ou les changements de température. Ernie Rider, un agent de conservation du Queensland Parks and Wildlife Service, a été touché au visage et au torse avec le feuillage en 1963, et a déclaré :
Pendant deux ou trois jours, la douleur était presque insupportable. Je ne pouvais ni travailler, ni dormir... Je me souviens que j'avais l'impression qu'il y avait des mains géantes qui essayaient d'écraser ma poitrine... puis c'était une douleur assez intense pendant une quinzaine de jours. Les picotements ont persisté pendant deux ans et revenaient à chaque fois que je prenais une douche froide... Il n'y a rien qui puisse rivaliser avec cela ; c'est dix fois pire qu'autre chose,,. 
Le contact physique avec Dendrocnide moroides n'est pas le seul moyen d’être infecté - les trichomes sont constamment rejetés par la plante et peuvent rester suspendus dans l'air à proximité de la plante. Ils peuvent être inhalés, ce qui peut entraîner des complications respiratoires si une personne passe du temps à proximité de la plante. L' entomologiste et l'écologiste australienne Marina Hurley a fait son doctorat sur l'étude de deux espèces de Dendrocnide des plateaux d'Atherton, à l'ouest de Cairns, à savoir D. moroides et D. cordifolia, et a été exposée aux poils en suspension dans l'air pendant de longues périodes. Elle a souffert de crises d'éternuements, de larmoiement des yeux et du nez, et a finalement développé une allergie qui a nécessité des soins médicaux. WV MacFarlane, qui était professeur titulaire en physiologie à la John Curtin School of Medical Research de l'Australian National University, a observé les effets de l'inhalation des trichomes, et a rapporté :
L'arrachage des poils des feuilles produit invariablement des éternuements chez l'opérateur en 10 ou 15 minutes. Au cours des premières tentatives pour séparer les poils urticants des feuilles séchées, de la poussière et probablement quelques poils ont été inhalés. Au début, ils ont produit des éternuements, mais dans les trois heures, il y avait une douleur nasopharyngée diffuse, et après 26 heures, une sensation de mal de gorge aigu comme une amygdalite a été ressentie. 

### Pharmacologie
La cause de la douleur intense a fait l'objet de recherches scientifiques depuis que les explorateurs européens ont rencontré la plante pour la première fois au milieu du XIXe siècle.  Bien que l'on sache qu'un cocktail de toxines est contenu dans les trichomes, sa nature exacte n'était pas entièrement comprise jusqu'en 2018. On sait que les constituants actifs sont très stables, car les feuilles mortes trouvées sur le sol de la forêt et même des spécimens de laboratoire vieux de plusieurs décennies, peuvent encore infliger la douleur. 
Les premières études ont suggéré qu'un mélange de composés, tels que l'histamine, l'acétylcholine, la sérotonine et l'acide formique, pourraient être responsables ; cependant, aucun de ceux-ci ne s'est avéré produire une intensité ou une durée de douleur similaire à celles exposées par la piqûre de la plante.  Vers 1970, un nouveau composé a été identifié et a reçu le nom de moroïdine. Pendant un certain temps, on a cru qu'il s'agissait peut-être de l'agent causal ; cependant, des recherches ultérieures ont montré qu'il ne provoquait pas les mêmes effets qu'une piqûre de la plante. 
En 2020, une famille jusqu'alors inconnue de peptides riches en disulfure a été identifiée par un groupe de chercheurs et a reçu le nom de gympietides. Ces composés se sont avérés similaires à certaines toxines trouvées dans les coquilles de cône et produisent des réponses de douleur significatives dans les tests de laboratoire. De plus, leur structure complexe ressemblant au nœud de cystine inhibiteur les rendait très stables, expliquant que les effets de la piqûre durent aussi longtemps. 
Il y a eu des preuves anecdotiques que certains pieds de cette plante ne piquent pas, mais possèdent toujours les poils, ce qui suggère un changement chimique de la toxine.

### Remèdes
Un traitement de premiers secours couramment recommandé consiste à utiliser de la cire à épiler ou du ruban adhésif pour enlever les poils. Le peuple Kuku Yalanji de Mossman Gorge a utilisé une méthode similaire, faisant un jus à partir des fruits ou des racines de la plante et l'appliquant sur la zone touchée, avant de le gratter avec une coquille de moule une fois qu'il était devenu collant.  Cependant, l'élimination mécanique ne réussit pas toujours, car les poils sont si petits que la peau se referme souvent sur eux, rendant l'élimination impossible, autrement que par microchirurgie. 
Divers autres traitements, pour la plupart inefficaces, ont été essayés au fil du temps. Ils comprennent le bain de la zone touchée dans de l'eau chaude, l'application d'une pommade à la papaye, de xylocaïne ou de crème de lidocaïne, et même un tamponnage avec de l'acide chlorhydrique dilué. Tous ces éléments ont, au mieux, un effet temporaire.

## Histoires anecdotiques
Les anecdotes sur les contacts avec la Gympie-gympie sont nombreuses, et beaucoup peuvent être considérées comme des racontars, comme celle qui consiste à utiliser les feuilles comme papier toilette (l'utilisateur aurait été piqué lorsqu'il a ramassé la feuille pour la première fois, et il est peu probable qu'il l'ait utilisée de la manière prévue). Néanmoins, certains cas ont été documentés, comme celui de chevaux devant être mis au repos après avoir été piqués, ou même devenant violents et devant être abattus. Un seul cas de décès humain attribué à une espèce de Dendrocnide (en l'occurrence D. cordata) a été confirmé ; il s'est produit en Nouvelle-Guinée en 1922,.

## Utilisation alimentaire

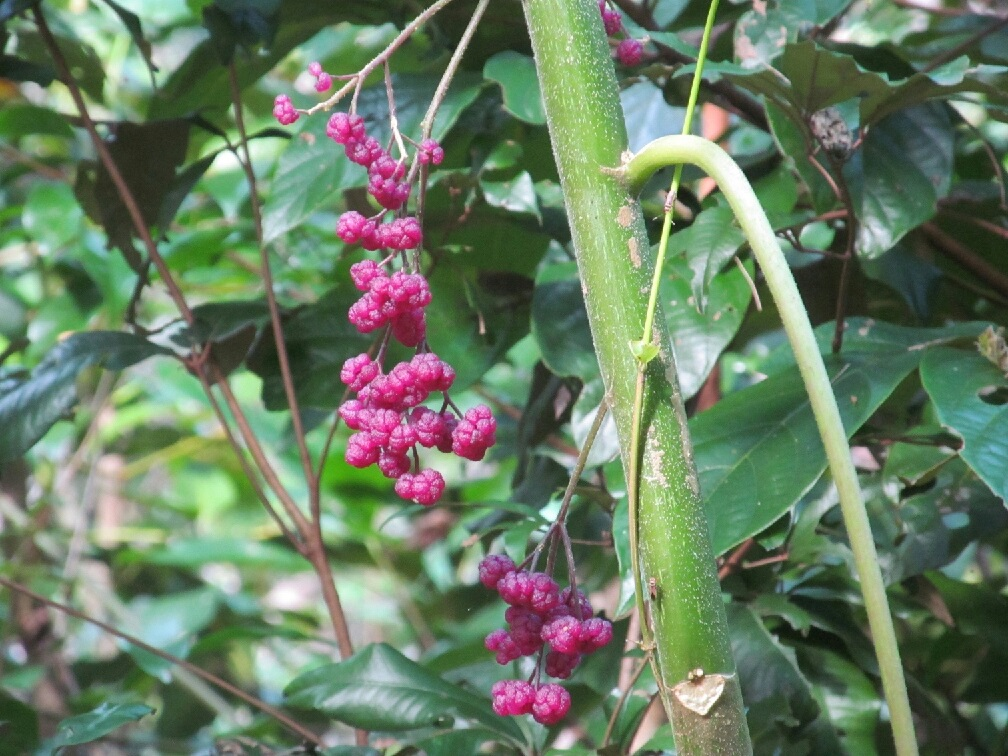
Le fruit

Le fruit juteux que la plante produit est comestible. Pour consommer le fruit, il faut se débarrasser de toutes les épines couvrant le fruit en le frottant avec des torchons tout en s'assurant qu'il ne reste aucune aiguille en le frottant avec la main afin d'éviter tout risque de piqûre pendant la consommation.